# سیاهکل‌رود

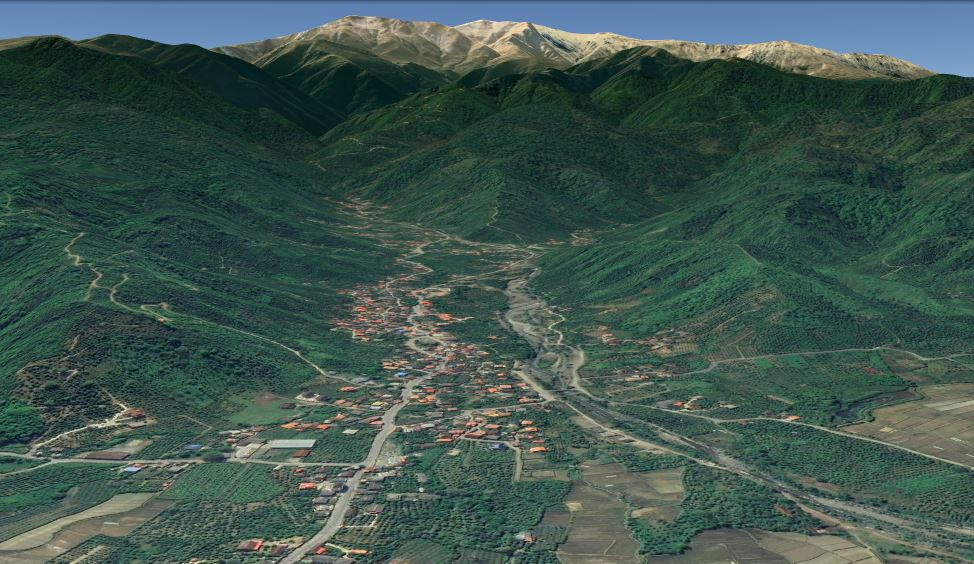
سیاهکلرود از بالا

سیاهکلرود (به زبان گیلکی: سیا کله رو) روستایی در دهستان سیاهکلرود از توابع بخش چابکسر شهرستان رودسر در استان گیلان ایران است.
این روستا مسیر اصلی عبور به سمت ییلاق جواهردشت می باشد.
وجه تسمیه: سی به معنی کوه و کَل یا کول به معنی بلندی و رو یا رود  به معنی سَمت یا سو یا روبرو می باشد که مجموعا به معنای آبادی روبروی کوه بلند است. 
موقعیت جغرافیایی: این دهستان در 50 درجه و 28 دقیقه طول جغرافیایی و 37درجه و 1 دقیقه عرض جغرافیایی از نصف النهار مبدا (گرینویچ) واقع شده است که جزء بخش چابکسر از شهرستان رودسر استان گیلان می باشد.
قلمرو جغرافیایی آن در واقع به شکل مثلثی است که قاعده آن از لب دریای ساحل چایجان تا پل رودخانه خشکرود درراستای جاده آسفالته، رأس آن قله سُماموس به ارتفاع 3375 متر و دو ضلع شرقی و غربی آن را کوهستان ها در برگرفته که با شیب تند از کوه تا جلگه کشیده شده اند.
مساحت مجموعه دهستان سیاهکلرود 240 کیلومتر مربع می باشد که از سه بخش 1- جلگه (باغات، مزارع و مساکن) به مساحت 64 کیلومتر مربع، 2- جنگل به مساحت 86کیلومتر مربع 3- مرتع و کوه به مساحت 90 کیلومتر مربع می باشد و مهمترین رودخانه این دهستان، خشکرود می باشد که بر خلاف نام خود همواره دارای آب بوده و آب مزارع برنج دهستان را تامین می کند. این رودخانه از ارتفاعات شرقی سُماموس  و دامنه های روستاهای ییلاقی سوداپشته، کیلاژپشته، کلدشت بون، زرکموز، هلوسون محله و شرق جواهردشت سرچشمه گرفته و پس از پیمودن مسیری 50 کیلومتری به دریای خزر می ریزد.

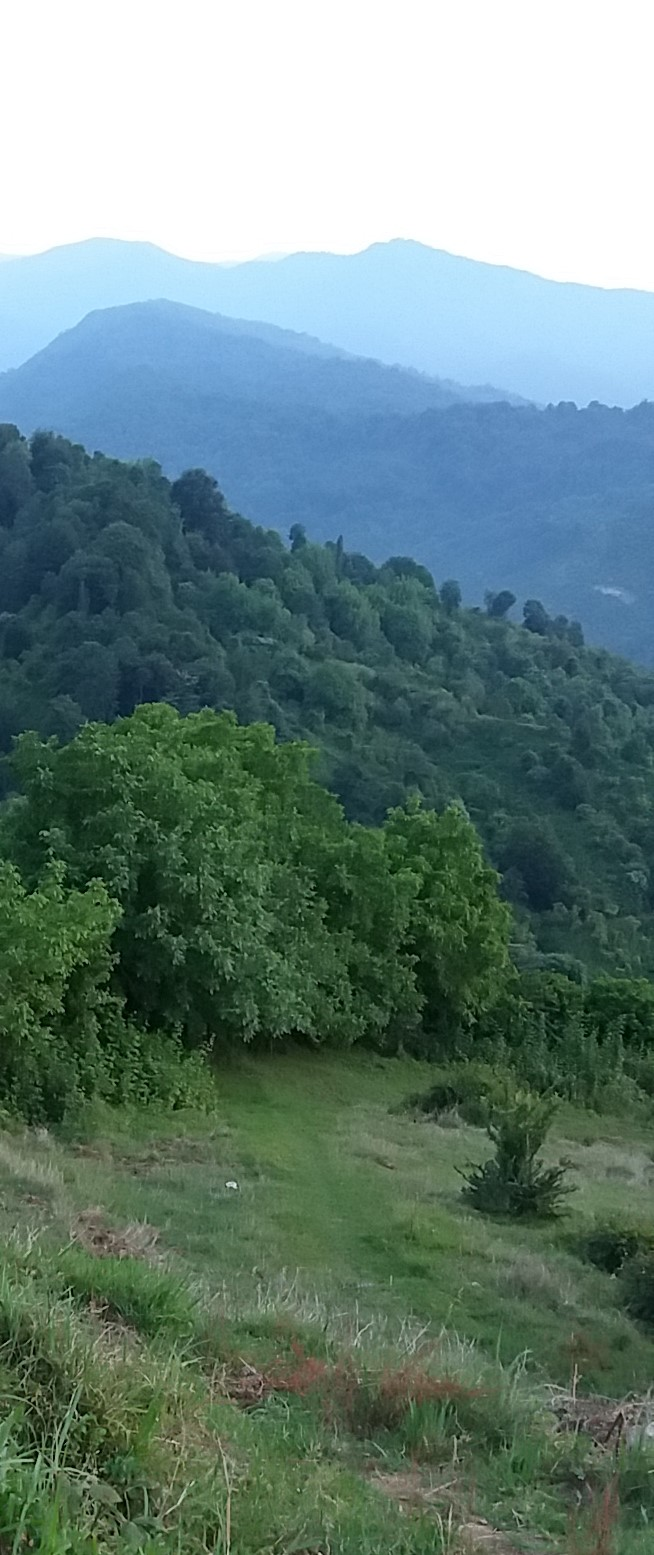
نمای رشته کوه البرز بر فراز سیاهکلرود

دهستان سیاهکلرود دارای 18 روستا به نامهای چایخانسر، چایجان، کل محله، خشکلات، شاه مراد محله، سیاهکلرود (اطاق ور)، خیاط محله، باجی گوابر، سراگوابر، سجیدان، جورمحله، مرسه، سیاهکش، خانه اله، تله میان، نهارخورلات، پلط کله سر و جواهردشت می باشد.
براساس سرشماری نفوس و مسکن سال 1385 مرکز آمار ایران این دهستان دارای جمعیتی بالغ بر 5986 نفر با 1854 خانوار بوده که از این تعداد 2943 نفر مرد و 3043 نفر زن  می باشد و بر اساس سرشماری سال 1395 دهستان سیاهکلرود دارای جمعیتی معادل 5241 نفر با 1942 خانوار که با نرخ رشد منفی جمعیت در بازه زمانی 1385 تا 1395 بوده که علت آن عمدتا مهاجرت به شهرهای کوچک و بزرگ بوده است.
دهستان سیاهکلرود از امکانات آب، برق، گاز، تلفن، اینترنت، جاده آسفالت، درمانگاه، مسجد، مدرسه از ابتدایی تا دبیرستان، مخابرات، بانک، پست بانک، سالن ورزشی و ... برخوردار است.
فرهنگ: به لحاظ فرهنگی، دهستان سیاهکلرود برابر آمار سال تحصیلی 1401-1400 دارای 10 مدرسه که 5 مدرسه دبستان با 164 نفر دانش آموز، 2 مدرسه دبیرستان دوره اول با 118 نفر دانش آموز و 3 مدرسه دبیرستان دوره دوم با 124 نفر که جمعا 406 نفر می باشند که دقیقاً و تحقیقاً از این تعداد 203 پسر و 203 دختر می باشد که بی تردید حکایت از بالا بودن سطح سواد منطقه دارد.
جهت توسعه فرهنگی منطقه سیاهکلرود، در سایه تلاش و کوشش بزرگانی همچون محمدحسین خان جواهردشتی فرهنگ دوست فرهیخته و سیروس خان سیاهکلرودی فرهنگی والامقام و بزرگ خاندان که هر دو نفر از خاندانهای قدیمی و اصیل سیاهکلرود بودند، برای اولین بار با اهدا ء زمین توسط کد خدا محمد حسین زاده و باهمکاری و همراهی مردمان خوب گستره وسیع جغرافیایی دهستان سیاهکلرود در سال 1337 مدرسه ای بنام "دبستان نوبنیاد سیاهکلرود" را تاسیس کردند که امروزه بسیاری از تحصیل کردگان و دانش آموختگان این مدرسه در جای جای کشور عزیزمان ایران در سطوح مختلف یا مشغول خدمت هستند و یا به افتخار بازنشستگی نایل آمده اند. این عزیزان در حوزه های اقتصادی، اجتماعی، فرهنگی، سیاسی، قضایی، بهداشتی، نظامی، انتظامی، دفاع از تمامیت ارضی، مرزی و فرامرزی کشور نقش آفرینی می کنند و منزلت و جایگاه سیاهکلرود که رفیع بوده، بلند مرتبه تر گردانیده ا
در این زمینه لازم می بینم از بُعد سیاسی، اقتصادی و فرهنگی سه افتخار از افتخارات منطقه را نام ببرم: 1- خانواده محترم پسند با تقدیم 3 فرزند شهید برای حفظ و حراست از دین و نظام 2- دکتر عبداله طالبی از معاونت وزیر برنامه و بودجه گرفته تا رئیس هیأت مدیره و مدیرعامل بانک پارسیان که بسیاری از فرزندان این مرز و بوم و منطقه را به کار گمارده اند 3- دکتر طهمورت حسنقلی پور استاد تمام و مدرس دانشگاههای تهران، تربیت مدرس و .. که از قابلیتها و ظرفیتهای بالای این دیار کهن می باشند.

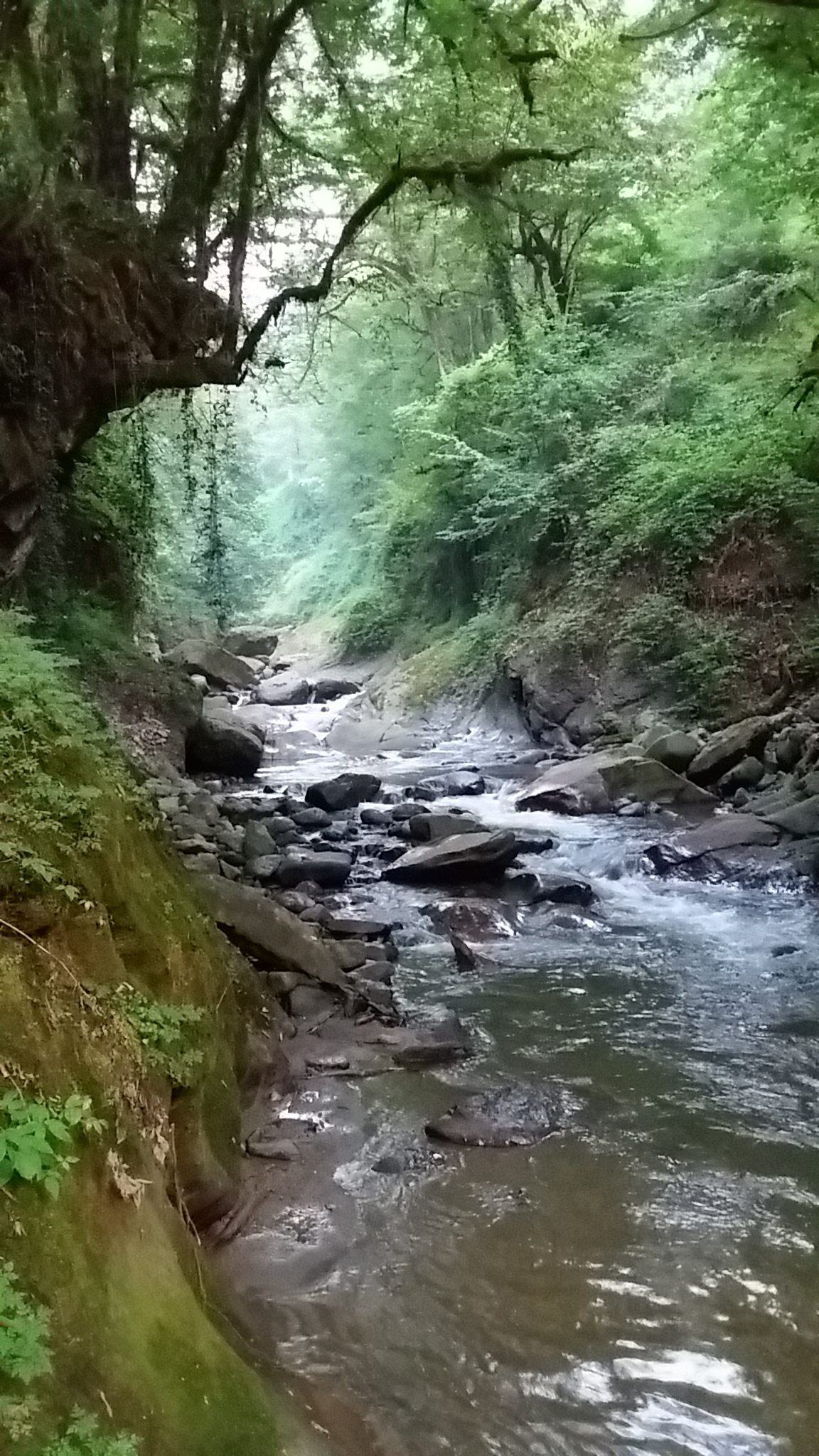
منظره رود و جنگل هیرکانی دهستان سیاهکلرود

در راستای قدرشناسی از چنین ظرفیتها و قابلیتهای علمی و فرهنگی دهستان سیاهکلرود، ستاد بزرگداشت مقام معلم این دهستان برای سه سال متوالی 1401 و 1402 و 1403 از پیشکسوتان و تحصیل کردگان این دهستان جهت بزرگداشت شصت و چهارمین ، شصت و پنجمین و شصت و ششمین سال فعالیت رسمی آموزشی و پرورشی " دبستان نوبنیاد سیاهکلرود" از مسئولین ادارات، نهادها، سازمان ها، معلمان، مهندسان، پزشکان، مسئولین اداره کل آموزش و پرورش استان اعم از مدیرکل، معاونت مدیر کل، همچنین از خانواده های محترم شهدا، جانبازان، جاوید الاثرها، اعضای شوراهای اسلامی و دهیاران دعوت بعمل آورد و از تعدادی از معلمان و پیشکسوتان فرهنگی تجلیل کرد.

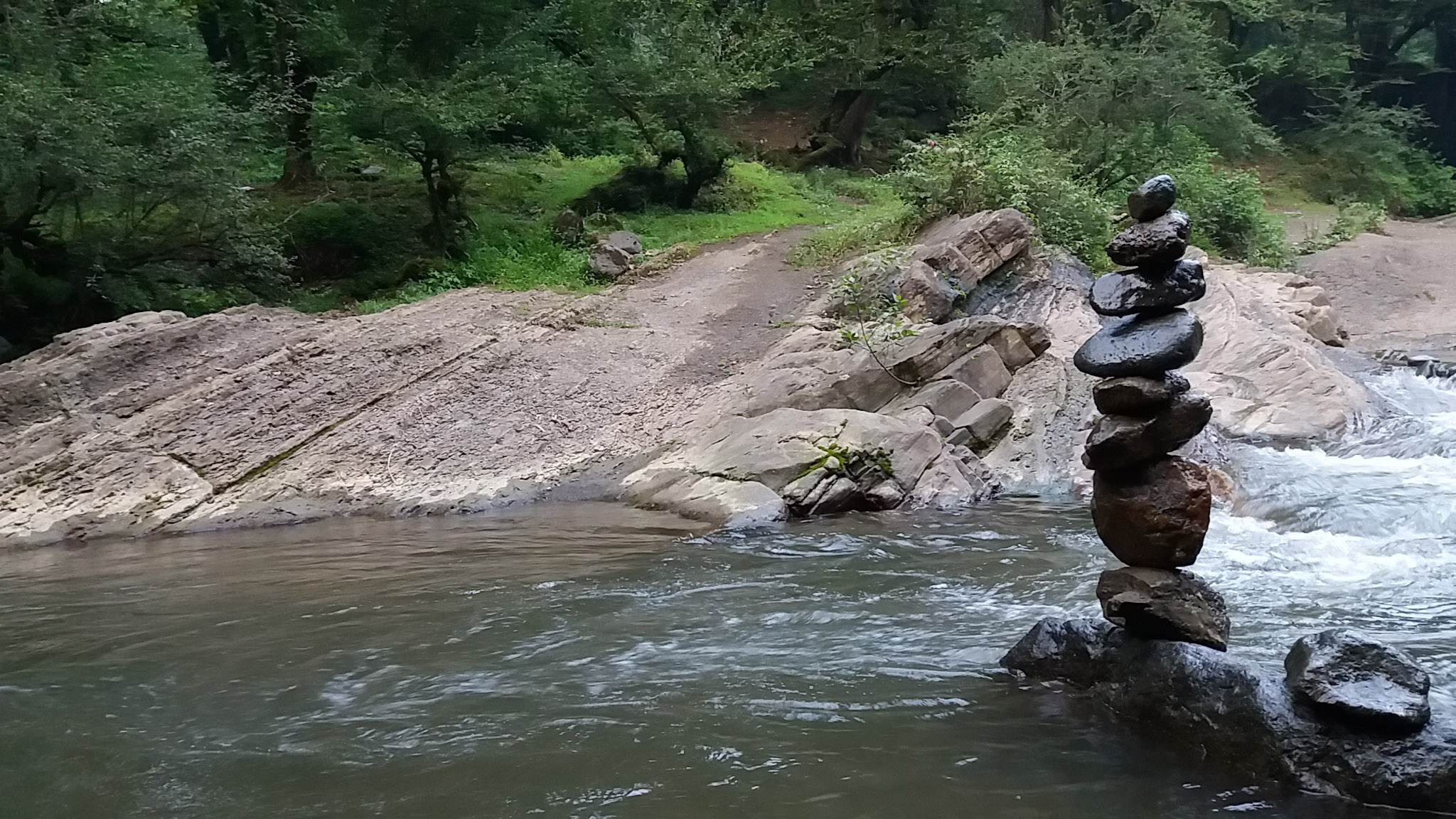
منطقه گردشگری دوآب در مسیر ییلاق جواهردشت

در این همایش سه ساله که در اردیبهشت ماه هر سال مصادف با سالروز شهادت استاد مطهری در هفته معلم برگزار شده است، دانش آموزان مدارس قرآن تلاوت کردند، شعر و سرود خواندند و دانش آموختگان و تحصیل کردگان همین دهستان در قالب مجریان و سخنرانان همایش، جلوه و جلال خاصی به این مراسم و بزرگداشت بخشیدند.
جهت اهمیت سابقه و قدمت فرهنگی دهستان سیاهکلرود لازم می بینیم به یک موضوع مستند تاریخی اشاره ای کنم و نقبی گذرا بزنم.

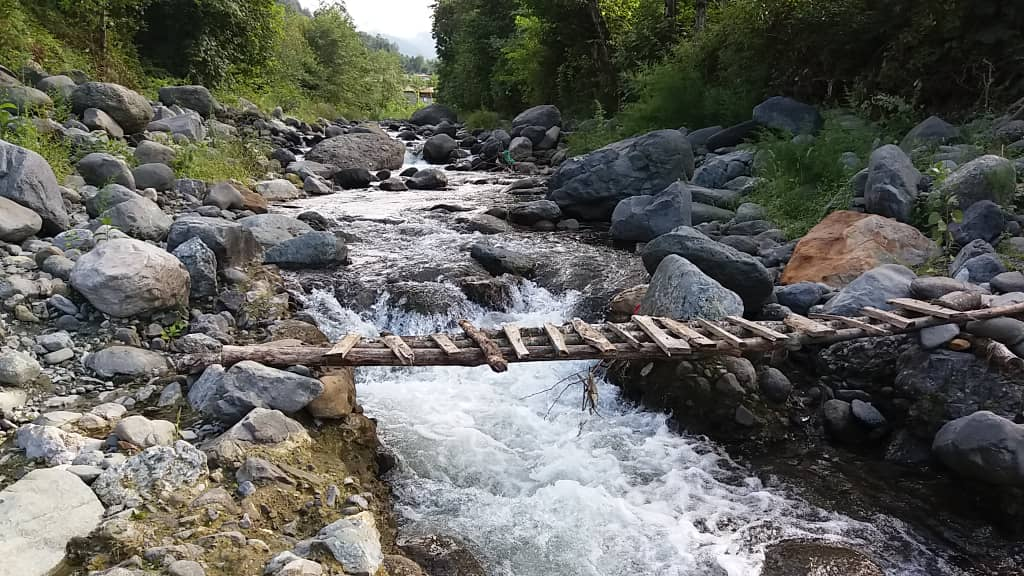
پل چوبی روی خشکرود در روستای سجیدان

"رابینو" که به مدت 6 سال کنسول یار انگلیس در رشت بود در کتابش به نام "ولایت دارالمرز" نوشته است که ظهیرالدین مرعشی زمانی که سرحددار سیاهکلرود بوده در سال 859 (یعنی 544 سال پیش) مدرسه ای در سیاهکلرود می سازد که در نزدیکی یک قبرستان بوده است. (ای بسا آن مدرسه در همین مکان دبستان نوبنیاد سیاهکلرود بوده) چرا که می توان استدلال کرد که چون بقعه آقا سید عبداله که سابقه ای بیش از 500 سال دارد و چون بنا به اعتقادات مذهبی، مردگان را در جوار بقاع متبرکه دفن می کنند و رابینو هم اشاره ای در کتاب خود مبنی بر ساختن مدرسه توسط ظهیرالدین مرعشی در 544 سال پیش در نزدیکی قبرستانی در سیاهکلرود، دارد می بایستی همین قبرستان باشد و مدرسه ظهیرالدین در حول و حوش همین مکانی بوده است که امروزه دبستان نوبنیاد سیاهکلرود در آن ساخته شده است.
زبان: گویش اصلی مردمان دهستان سیاهکلرود " گیلکی" است. گویش گیلکی از خانواده زبان " پهلوی" می باشد. واژه های زیادی همچون واش (علف)، کَتن (افتادن) و دیم (چهره و صورت) همگی ریشه پهلوی و اوستایی دارند که در گویش مردمان سیاهکلرود متداول و معمول است.

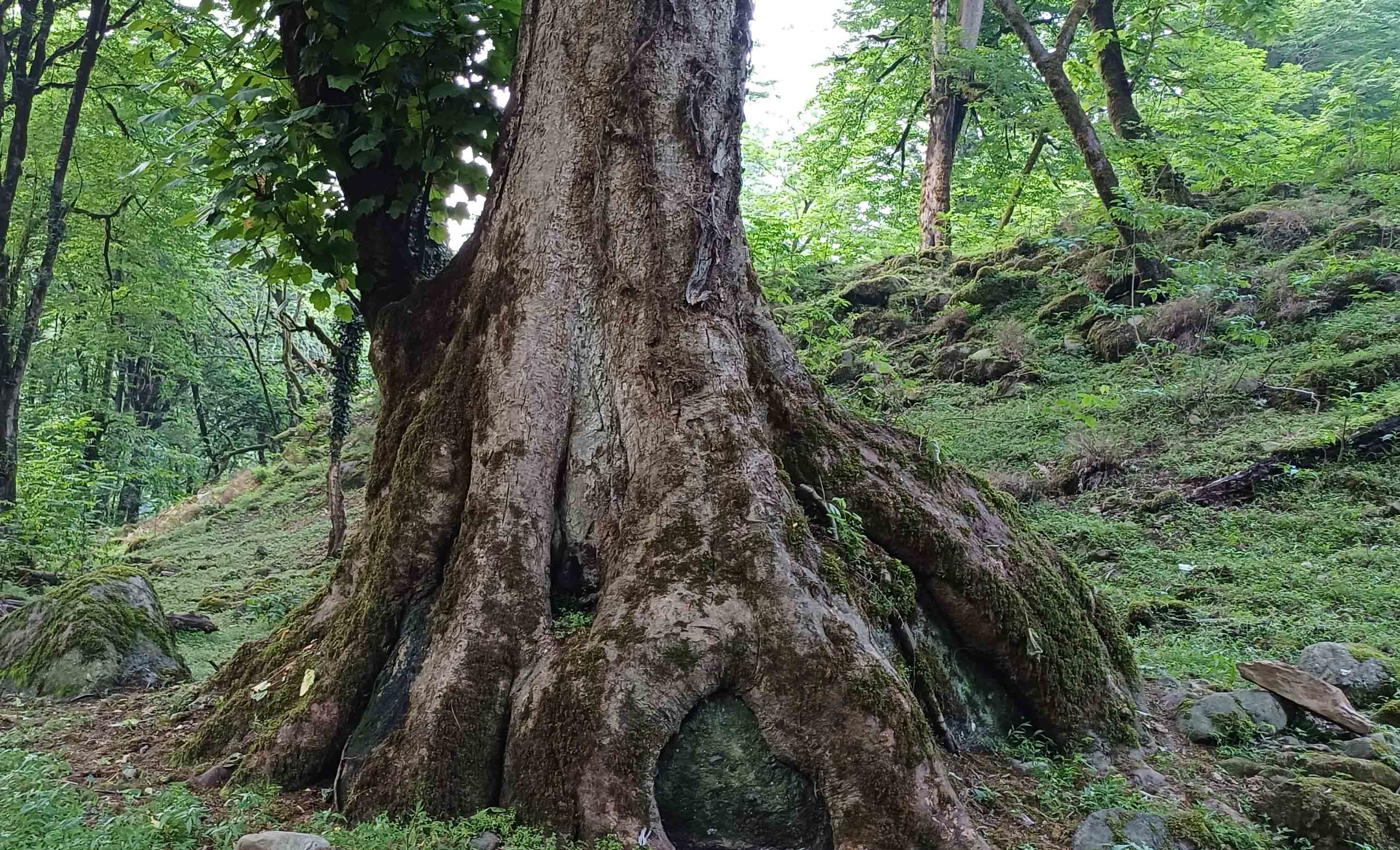
درخت تنومند منطقه گردشگری دوآب

دین: دین مردم دهستان سیاهکلرود اسلام پیرو مذهب شیعه دوازده امامی (اثنی عشری) می باشند، در این دهستان اماکن مذهبی و بقاع متبرکه زیادی در سیاهکلرود، کل محله، چایجان، جواهردشت، سُماموس و یک بنای تاریخی بنام قلعه "سنگ نو" که به ارتفاع 8 متر از سنگ ساخته شده است و در سمت شرق سیاهکلرود برروی تپه و بر فراز روستای بندبُن قرار دارد و به محلی "قلعه کتی" معروف است.
آداب و رسوم: آداب و رسوم دهستان سیاهکلرود: از جمله آداب و رسومی که در دهستان سیاهکلرود متداول و معمول است عبارتند از:
آداب و رسوم مربوط به سوگواری: عزاداری ماه محرم، روضه خوانی، زنجیرزنی، دسته بری از محلی به محل دیگر، شام غریبان، علم واچینی و ...
آداب و رسوم مربوط به اعیاد مذهبی: عیدفطر، عید قربان، نیمه شعبان، ماه رجب
آداب و رسوم مربوط به تحویل سال نو و نوروز: خانه تکانی، کول چهارشنبه (چهارشنبه سوری)، نوروز نو سال خوانی، عروس گوله، دید و بازدید، سیزده بدر، مرغانه جنگ
آداب و رسوم مربوط به ازدواج و مراسم خویشاوندی: بله برون، عقدکنان، حنابندان، جشن عروسی و آداب و رسوم دیگری همچون شب چله، دندان ووشان، کشتی محلی و در مناطق ییلاقی کَلگاجنگ، سگ جنگ و در سال های اخیر طناب کشی معمول است.
صنایع دستی: از جمله صنایع دستی این سامان چادرشب بافی و جوراب (پشمی) بافی می باشد و صنعت نمدمالی دیگر در منطقه سیاهکلرود معمول نیست.
منبع درآمد مردمان دهستان سیاهکلرود: شغل اصلی مردم این دهستان کشاورزی، دامداری، زنبورداری است و باغات وسیع مرکبات، چای، کیوی، مزارع برنج بخش وسیعی از مساحت جلگه و کوهپایه دهستان سیاهکلرود را در بر گرفته است.
گردآوری و نگارش:  مصطفی قاسم پور سجیدان